# Nicholas Kallsen
Nicholas Kallsen (* 1966 oder 1967; † April 2015 in Thailand) war ein US-amerikanischer Schauspieler in Film und Fernsehen. Er spielte Rollen in Filmen wie Teen Lover oder Die siebente Münze.

## Leben und Karriere
Nach dem Besuch der Browning School, einer Jungenschule in Manhattan, wirkte Kallsen zuerst in der Theateraufführung A Delicate Situation mit. Das Stück stammte aus der Feder von Eve Goldfarb und wurde inszeniert von Mary B. Robinson.
1988 drehte Nicholas Kallsen dann einen Werbeclip für Jeans für die Firma Levi Strauss & Co. und spielte in einer Episode der TV-Reihe CBS Schoolbreak Special mit. 1989 hatte er in Cameron Crowes romantischer Komödie Teen Lover eine kleine Rolle, bevor er 1990 zusammen mit Spike Alexander und seinem Freund und Mitbewohner Brad Pitt in der Serie Glory Days in sechs Episoden den Charakter des Peter 'T-Bone' Trigg verkörperte.
Nachdem Kallsen 1991 das Vorsprechen für die Rolle des J.D. in Ridley Scotts Roadmovie Thelma & Louise verpasste und der Part schließlich an Brad Pitt ging, versiegte die Karriere von Kallsen. Lediglich im Jahr 1993 sah man ihn noch einmal in Dror Sorefs Abenteuerfilm Die siebente Münze in der Rolle des Sammy.
Kallsen verstarb Ende April 2015 in Thailand im Alter von 48 Jahren an den Folgen einer Drogenüberdosis.

## Filmografie

### Kino
- 1989: Teen Lover (Say Anything...)
- 1993: Die siebente Münze (The Seventh Coin)

### Fernsehen
- 1988: CBS Schoolbreak Special (Fernsehserie, 1 Episode)
- 1990: Glory Days (Fernsehserie, 6 Episoden)